# فرماندهی تهاجم جهانی نیروی هوایی
فرماندهی تهاجم جهانی نیروی هوایی (انگلیسی: Air Force Global Strike Command) یک فرماندهی اصلی در نیروی هوایی ایالات متحده آمریکا است که قرارگاه اصلی آن در پایگاه نیروی هوایی بارکسدال، لوئیزیانا مستقر می‌باشد. 
این سازمان، نیروهای آماده جنگ را برای انجام بازدارندگی هسته‌ای استراتژیک و عملیات حمله جهانی را برای فرماندهی‌های یکپارچه رزمی فراهم می‌کند. فرماندهی تهاجم جهانی نیروی هوایی، خدمات نیروی هوایی را به فرماندهی راهبردی ایالات متحده ارائه می‌نماید.
پیشینه شکل‌گیری فرماندهی تهاجم جهانی نیروی هوایی به سال ۱۹۴۴ بازمی‌گردد و فرم کنونی آن در سال ۲۰۰۹ تأسیس شد.